# Door, Door
Door, Door — дебютный студийный альбом австралийской постпанк-группы The Boys Next Door, изданный в 1979 году.

## Об альбоме
Door, Door был записан группой The Boys Next Door до переезда из Мельбурна в Лондон и смены названия на The Birthday Party.От известных поздних работ The Birthday Party он отличается менее тёмным и агрессивным звучанием. Часть композиций была записана коллективом вчетвером в июне 1978 года, остальная — в январе 1979 года, вместе с новым гитаристом Роландом С. Говардом. Последний привнёс в альбом свою песню «Shivers», которая стала одним из наиболее успешных синглов группы. От материала, записанного с Роландом, осталась также демозапись под названием «Sex Crimes», не вошедшая в Door, Door. Она была издана лишь в 2005 году, на историческом сборнике Inner City Sound: Australian Punk and Post-Punk.
Лидер группы Ник Кейв впоследствии говорил об альбоме довольно неоднозначно: «Мы были подростками. Это был период, когда мы были запутаны и имели много проблем, и мы выпустили этот альбом Door, Door, который являлся продуктом всех этих вещей. Я ненавижу его. Это была попытка группы быть музыкально интеллектуальной и писать остроумные тексты. Это полный онанизм».

## Список композиций
| №   | Название              | Длительность |
| --- | --------------------- | ------------ |
| 1.  | «The Nightwatchman»   | 2:07         |
| 2.  | «Brave Exhibitions»   | 2:27         |
| 3.  | «Friends of my World» | 2:46         |
| 4.  | «The Voice»           | 2:55         |
| 5.  | «Roman Roman»         | 1:35         |
| 6.  | «Somebody's Watching» | 2:39         |
| 7.  | «After a Fashion»     | 4:36         |
| 8.  | «Dive Position»       | 2:47         |
| 9.  | «I Mistake Myself»    | 4:31         |
| 10. | «Shivers»             | 4:34         |

## Участники записи
- Ник Кейв — вокал
- Мик Харви — гитара (треки 1-7), фортепиано (треки 8-10)
- Роланд С. Говард — гитара (треки 6-10)
- Трейси Пью — бас-гитара
- Филл Калверт — ударные

Дополнительный персонал
- Крис Койн — саксофон (треки 1, 2, 4)
- Тони Коэн — звукоинженерия
- Эндрю Даффилд — электроника